# La Candelaria Coyoacán
La Candelaria Coyoacán es una población ubicada en la Alcaldía Coyoacán, al sur de la Ciudad de México.
Debido a su composición y tradiciones, es considerado como Pueblo Originario de la Ciudad de México y de Coyoacán; colindante  con las colonias: Pedregal de Santo Domingo, Los Reyes Hueytlilac, Ajusco, San Pablo Tepetlapa, Ciudad Jardín, Ruiz Cortines, Nueva Díaz Ordaz y Santa Úrsula Coapa.
La zona destaca por las festividades y tradiciones que se remontan a la época Prehispánica, colonización y evangelización en la Nueva España.

## Orígenes
La Candelaria Chinampan Macuitlapilco, derivada del náhuatl que significa «sobre las chinampas», a su vez la toponimia «Macuitlapilco» proviene de La Candelaria Amacuitlapilco o «de los patos». 
El Pueblo de la Candelaria se conformó como resultado de la unión de tres tlaxilacalli (barrios) de asentamiento tepaneca: La Candelaria Macuitlapilco, San Lorenzo Chinampan y Santa Cruz. 
En la época moderna, alrededor de 1930, los márgenes del pueblo limitaban con el Lago de Xochimilco; concretamente por el afluente San Buenaventura, que se entubó para dar paso a la Avenida División del Norte. 
En aquel entonces, como área chinampera de cultivo de hortalizas y flores, derivó su nombre compuesto a “La Candelaria Chinampan”. 
Debido a que la mayoría de los habitantes de este pueblo se dedicaron durante muchos años al cultivo de la tierra principalmente en la producción floral hasta los años 70, se conoció también como “La bella Cande” en alusión a la extensa fertilidad del suelo principalmente rocoso.
Con la colonización y evangelización las grandes extensiones de parcelas hicieron que se asentaran grupos floricultores y comerciantes que aprovechaban los caudales de pequeños riachuelos para regar sus sembradíos así como la crianza de vacas y aves comestibles.

## Edificaciones

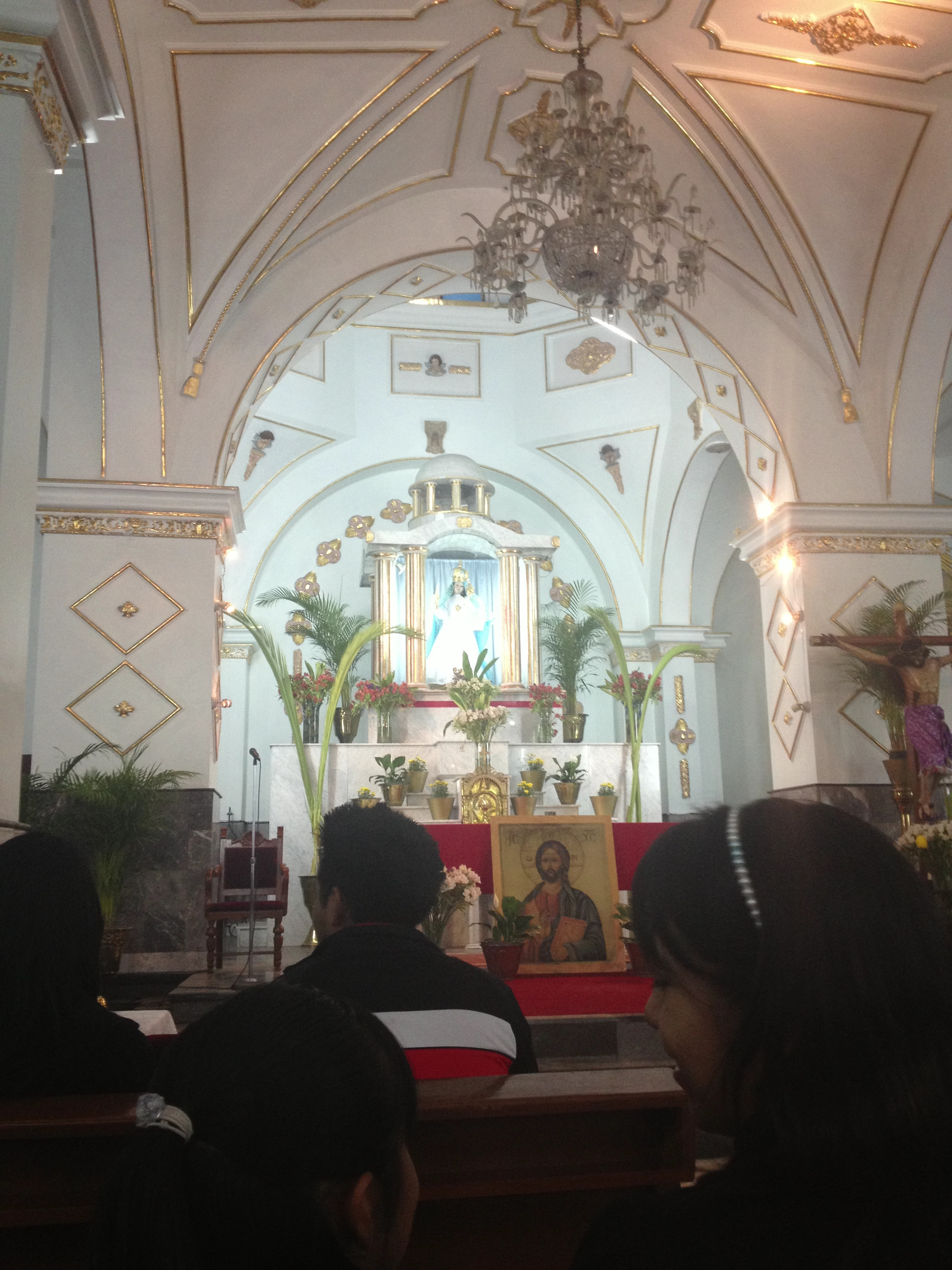
Altar de la Parroquia de la Candelaria en Coyoacán, durante las festividades de Semana Santa.

La Parroquia de la Candelaria es el edificio más sobresaliente del lugar. Sin embargo la construcción actual comenzó en 1952 y concluyendo en 1970. 
Originalmente se había construido una capilla pequeña como parte de la evangelización a las áreas circundantes de la Parroquia de San Juan Bautista, que en algunos anales estima su construcción durante  el siglo XVI. Sin embargo, se tiene más registros de modificaciones y  etapas evolutivas en los siguientes siglos. Según relaciones de la época previa al sismo de 1952 que azotó a la Ciudad de México, la Capilla de La Candelaria contaba con dos torres de campanarios. El interior, constaba de recubrimiento de estuco y frescos ornamentales sencillos. El altar constaba de un capelo de madera y coronado por una estela dorada con el acrónimo de Maria Virgen. Desafortunadamente para la década de los años 50, la capilla no era suficiente para la cantidad de población del pueblo. Por tal motivo y tomando como excusa el sismo de 1952, los lugareños propiciaron fisuras y fallas en la capilla para construir un templo de mayor capacidad y que el Instituto Nacional de Antropología e Historia interviniera y prohibiera tal hecho. 
De la capilla antigua sobrevive el altar de madera y el campanario que fue movido piedra a piedra y colocado en un cuerpo desligado al templo.
El Pueblo coyoacanense de La Candelaria es uno de los más antiguos y con más tradición del sur de la Ciudad de México. Hasta mediados del siglo XX era un lugar apacible, recorrido por acalotes de agua limpia donde los pobladores se bañaban y obtenían alimentos como peces, ajolotes y acociles. Alrededor del agua crecían sin límite las milpas, mil tipos de flores y las hortalizas que tras la cosecha serían vendidas en mercados lejanos. El pueblo se encontraba al borde del Pedregal, extensión creada por el volcán Xitle que brindaba a los habitantes un sinnúmero de materiales de construcción, además de alimentos.
La Candelaria conserva mucho de su antiguo aspecto. Aunque mucho ha cambiado, todavía hoy sus callejones y calles irregulares recuerdan cómo era cuando en los terrenos había solo unas cuantas casas con techos de amanil dispersas entre las zanjas, chinampas y campos llenos de flores.
La capilla originaria del pueblo era muy antigua y se cree que pudo comenzar a construirse durante la segunda mitad del siglo XVI y terminada hacia el año de 1582, cuando las obras de la cercana Parroquia de San Juan Bautista acababan también. En el siglo XVI la construcción era solo una capilla abierta (Primera Etapa constructiva) como las de otros pueblos y barrios de Coyoacán, como los del Niño Jesús, Santa Catarina, Los Reyes, Santiago y San Mateo Churubusco. Estas capillas primitivas eran «de visita», es decir, recibían periódicamente la visita de los frailes, quienes a partir de la Parroquia diseñaban rutas itinerantes para cubrir todo el territorio a evangelizar. Su arquitectura era simple y pobre, de acuerdo con las reglas de los franciscanos y dominicos, por lo que únicamente constaban de un arco de piedra que servía de soporte para el techo de viguería que protegía al altar de la intemperie. Esta conformación de «cueva» artificial de las capillas abiertas ofrecía a quienes se reunían en su atrio una buena visibilidad y acústica durante los servicios religiosos. Es probable que las paredes de esta capilla hubieran estado adornadas con pinturas de trazos negros sobre fondo blanco y que alrededor del atrio existiera una barda perimetral resguardando una cruz de piedra al centro. La capilla contaba con una orientación atípica, pues su puerta daba al este en vez de al oeste. Esto tal vez se debió a que los franciscanos, en aras de cumplir con su labor, solían construir sus templos como mejor les conviniera o adaptándose a los accidentes del terreno, aunque las reglas arquitectónicas establecidas resultaran violadas.
Posteriormente, al arco original de la capilla abierta se le impuso una fachada que a su vez contó con tres nuevos arcos de piedra (Padre, Hijo, Espíritu Santo), de manera que a mediados del siglo XVII la capilla de La Candelaria pudo quedar cerrada y el templo adquirió así una pequeña nave interior (Segunda Etapa constructiva). Pocos años después, de acuerdo con la moda arquitectónica y la posible bonanza del pueblo, se decidió ponerle a la iglesia una pequeña torre campanario (Tercera Etapa constructiva), pero como las paredes eran débiles éstas necesitaron ser reforzadas con sólidos contrafuertes de piedra. El templo se conservó con esta forma hasta el siglo XVIII, cuando los dos arcos laterales de su fachada fueron tapiados como sucedió con otras capillas en Coyoacán. Las capillas abiertas y la forma basilical (con más de una nave, siempre en número impar) habían caído en desuso, y la llegada del clero secular (es decir, no frailes de monasterio, a quienes se les llama «regulares») había impuesto nuevas reglas, entre ellas la estadía del sacerdote en el lugar del culto. La fachada de esta antigua capilla fue sumamente simple, ya que no contaba con una entrada de piedra labrada, sino solo con columnas sugeridas de estilo muy puro y clásico. Es posible que nunca se buscara la estética del edificio, sino solamente su funcionalidad.
La capilla del Pueblo de la Candelaria se mantuvo con este mismo aspecto hasta mediados del siglo XX, cuando sus habitantes consideraron que debía ser remodelada y en gran parte demolida, para dignificarla y dar cabida a más fieles. Fue así como aquel antiguo monumento fue desmantelado sin permiso de las autoridades, y sus materiales en gran parte reutilizados para el nuevo proyecto. Poco antes de desaparecer casi por completo, a la capilla se le construyó una nueva torre, al lado sur, y una cúpula, que aunque con modificaciones, es al parecer la que hoy se conserva (Cuarta Etapa constructiva). De aquel hermoso y primitivo monumento del siglo XVI quedan solamente el arco original situado sobre el altar actual y el presbiterio, el ciprés o baldaquino de columnas corintias y los arcos que solían adornar su fachada. Estos mismos arcos son los que hoy, con sus columnas de piedra originales, dan entrada al actual espacio atrial que alguna vez contó con arriates y pequeños arbolillos. Parece ser que así es como suele suceder con el patrimonio; es solo la memoria lo que lo puede mantener orgullosamente en pie.

## Tradiciones

### Fiesta Patronal

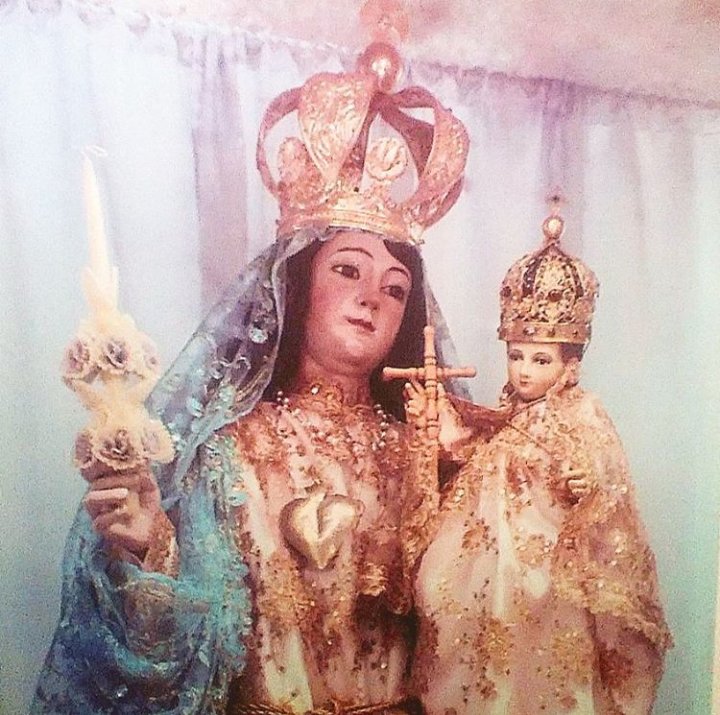
Virgen de Candelaria, Patrona del pueblo.

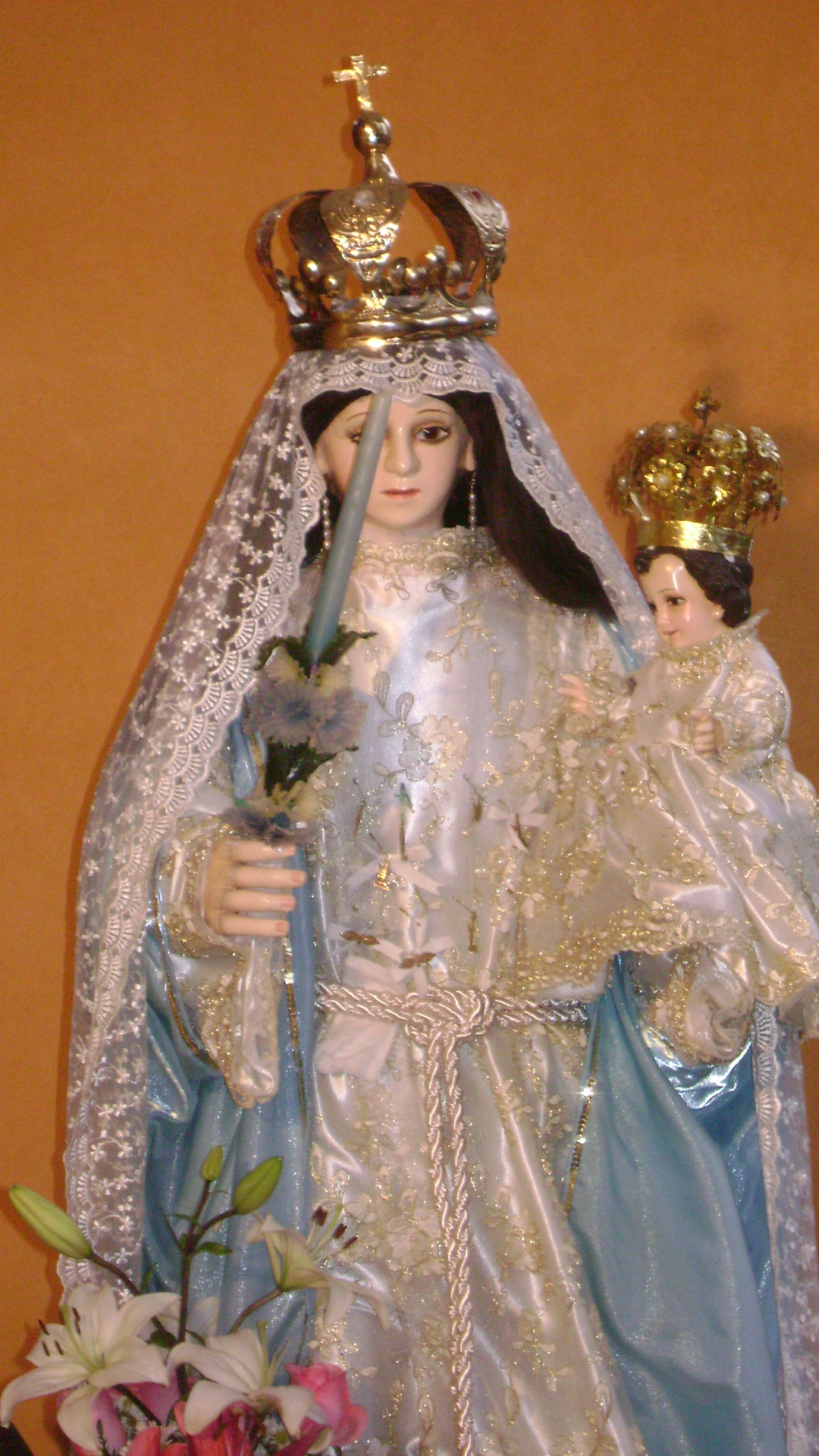
Imagen peregrina.

Cuenta la tradición, que al llegar los colonizadores, traían desde España una imagen de la Virgen María; elaborada por un reconocido escultor. Desembarcaron en el Caribe las pertenencias en lo que ahora conocemos como Guatemala. El capitán a cargo de la embarcación cambió su residencia al Marquesado del Valle de México donde vivía Hernán Cortés. Es así como la Santa imagen llega al pequeño poblado que al día de hoy lleva su nombre.

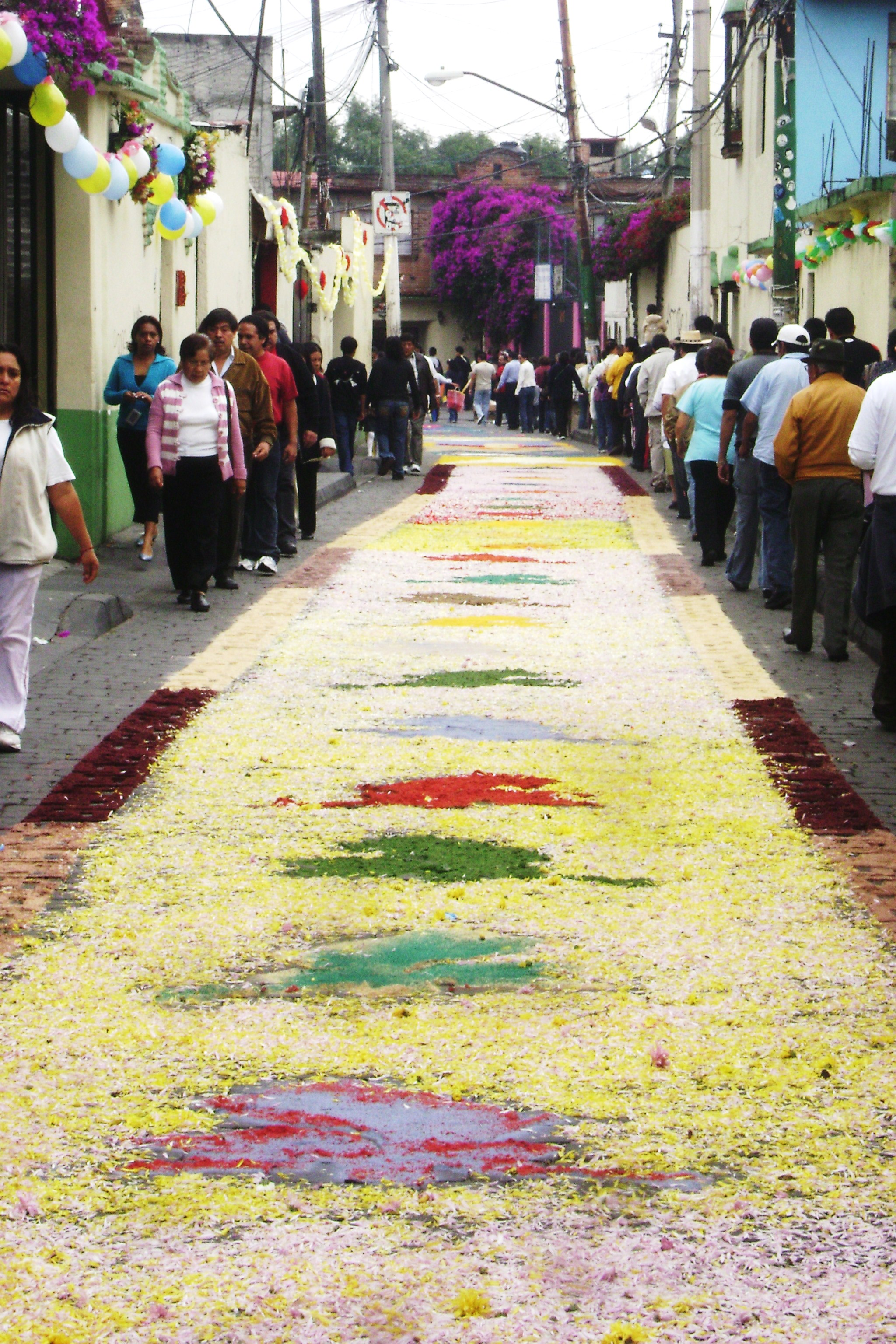
Taptes elaborados por habitantes de la zona.

Hoy en día, la festividad de la Virgen de la Candelaria es una de las más conocidas de Coyoacán. Durante la fiesta se elaboran tapetes de aserrín y flores para conmemorar sus orígenes prehispánicos y floriculotres. El Día de La Candelaria, dentro de la tradición católica, es una fiesta religiosa que se celebra el 2 de febrero y que engloba dos puntos: la presentación de Jesús en el templo al cumplir 40 días de nacido y la purificación de la Virgen María, a través de velas (candelas), de ahí el nombre Candelaria.
Desde la década de 1930 se celebra a la Santísima Virgen de la Candelaria. Los fieles de todo el país se vuelcan hacia las calles del pueblo, a la parroquia y a las casas de los pobladores, quienes comparten con los presentes las abundancias que durante todo el año les brindo la santa patrona.
Desde la entrada del pueblo se percibe el ambiente de fiesta por los coloridos arreglos florales y las bandas de música que acompañan a la Virgen en su peregrinación.
Entre los aspectos que resaltan de la fiesta patronal de La Candelaria Coyoacán, es la rifa que se realiza año con año al cierre de la fiesta, donde se anotan las familias del pueblo para donar los diferentes cargos en la fiesta patronal del siguiente año, algunos como: el vestido de la virgen, donaciones de fuegos pirotécnicos, misas, comidas, cenas, bailes, etc. Toda la celebración es un ejemplo de cooperación de los habitantes del pueblo.

### Representación teatral de Semana Santa
El origen de la representación de Semana Santa en la Candelaria se remonta a 1950, cuando un grupo de jóvenes de este pueblo encabezados por José Martínez, José Concha Luz Villagran y Amado Vergara se reunieron con la idea de llevar a cabo una escenificación de la pasión de Jesucristo. Para tal efecto compraron un libro en una vieja librería del centro histórico de la Ciudad e iniciaron lo que se convertiría en una emotiva tradición de gran importancia para los pueblos y barrios de Coyoacán.
Años después, aquel incipiente grupo de jóvenes entusiastas se consolidó en 1970 como Grupo de Teatro Salvador Novo, nombre que decide adoptar en homenaje al celebre intelectual mexicano, quien trabajó con el grupo brindándole apoyo incondicional. Con esta nueva fisonomía el grupo evolucionó también la forma de llevar a cabo la representación y a partir de entonces en los años 80 y 90 se trasforma en una puesta teatral, como se presenta hasta ahora.
Aquella idea de los años 50 se adentró en la vida social y cultural de los habitantes del pueblo de la Candelaria y de los distintos barrios y pueblos de Coyoacán. Al día de hoy continúa el interés en este patrimonio intangible, que cuenta con gran participación y cuyos actores provienen de la población del Pueblo de la Candelaria. De igual forma, se resalta la riqueza natural de la misma: el paisaje del Pedregal de Huayamilpas, símbolo de la identidad y del arraigo de la zona de los Pedregales, ha sido el escenario natural de esta representación, lo cual contribuye en emotividad e interés para los nativos de la zona y los visitantes.
La obra teatral se presente en tres jornadas: el miércoles y jueves santos se representan escenas de la vida de Jesús en la Plazuela del Pueblo de la Candelaria, en medio de un espectáculo amateur con 60 actores en escena, vestuario elaborado y una cuidada producción; el viernes santo es el marco del proceso de Jesús, seguido por el tradicional vía crucis por las calles del pueblo y la crucifixión, la cual se realiza en el escenario natural del lago ubicado en el Parque Ecológico Huayamilpas, retomando así los orígenes de escenificar la crucifixión en el pedregal.

### Recibimiento y Despedida del Señor de la Misericordia

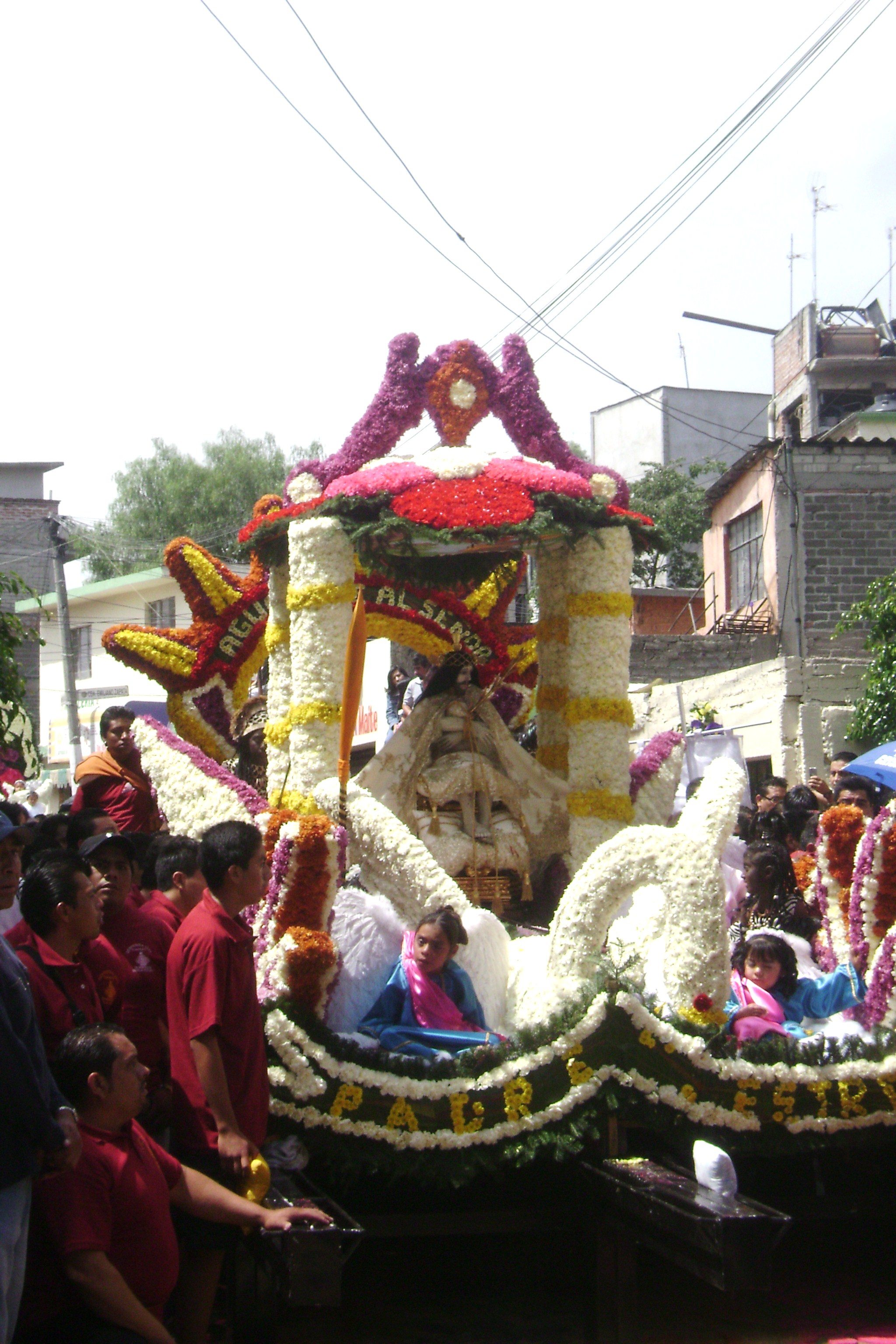
Anda del Señor de la Misericordia el domingo de septiembre.

Cuentan los nativos que hacia mediados del Siglo XVII, un grupo de habitantes de Zapotitlán, Tláhuac, llevaban hacia la Ciudad de México una imagen del Señor de la Misericordia para ser restaurada. En el camino, por la zona de Taxqueña -actualmente la intersección de las calles Pacífico y Eje 10- los hombres se detuvieron a beber alcohol por lo que el Señor “se enojó” y desapareció frente a los ojos de los fieles. Al mismo tiempo, una familia pasaba cerca de allí y escuchó el llanto de un niño. Al buscar el origen del llanto descubrieron entre los juncos (tul o tule chico) y matorrales la imagen del Señor de la Misericordia y la llevaron con los frailes de la Parroquia de San Juan Bautista Coyoacán para que ellos decidieran qué hacer con aquella.
Los padres franciscanos dijeron: “Vaya la imagen a donde el Señor quiera estar”. Así que uno a uno fueron pasando fieles de los barrios y los pueblos cercanos para llevarse la imagen. Se dice que pasó gente de diferentes lugares pero no pudo cargarla, estaba muy pesada; hasta que la gente del pueblo de los Reyes pasó y pudo fácilmente cargar al Señor de la Misericordia. Se decidió entonces, que la imagen fuera al templo de los Santos Reyes.
Algunas versiones cuentan que fueron habitantes del Pueblo de la Candelaria, quienes encontraron la imagen, puesto que el hallazgo se dio en terrenos de esta localidad. Sin embargo esta versión de la historia relata que los pobladores se llevaron la imagen a la antigua capilla pequeña de San Lorenzo Chinampan (uno de los barrios que conforman al pueblo) pero "pobladores de los Reyes" argumentaron que la imagen no podía permanecer en un sitio tan pequeño, además de que la población ya contaba con la imagen de Nuestra Señora de la Candelaria.
Con anterioridad los habitantes de la Candelaria pedían que la imagen del Señor de la Misericordia visitara sus calles para combatir las enfermedades y dar esperanza a las familias devotas. Sucedió entonces que hubo una época en la Ciudad de México en donde las enfermedades y epidemias trajeron sufrimiento a diversos pueblos, dentro de ellos los que correspondían en un inicio al "Arzobispado de Coyoacán". Por ello pidieron a los mayordomos y a los frailes de San Juan Bautista, permitieran que la imagen visitase a los pueblos para dar esperanza y consuelo. 
De ahí que comenzó la tradición en que cada año la imagen sale del pueblo de los Reyes Coyoacan a dar un recorrido por los pueblos de Coyoacán culminando en el Pueblo de la Candelaria -que es el último pueblo en visitar debido a los orígenes de la aparición- y entregándola al Pueblo de los Reyes el Primer Domingo de Septiembre en el lugar denominado "El Puente" pues se dice que en el lugar existía un pequeño riachuelo que unía tanto al Pueblo de los Reyes como al de la Candelaria por un puente de madera.
Durante el tiempo de visita en "La Candelaria" -que inicia a mediados del mes de agosto- se ofrecen rosarios diarios, así como los preparativos de la "despedida del señor de la Misericordia", con los tradicionales tapetes de aserrín. 
Finalmente el día domingo se ofrece una misa y al terminar se introduce la imagen en una "anda",  que es una estructura aproximadamente de 1000 kg la cual es cargada por varones del pueblo. El anda es confeccionada con amanil y flores, pues anteriormente el pueblo se dedicaba a la floricultura. El anda es armonizada con niños disfrazados de acuerdo a la temática del arreglo. 
La imagen sale en procesión por las calles Emiliano Zapata y donde los vecinos tienden los tapetes de aserrín a lo largo del camino, hasta llegar al puente para ahí encontrarse con una anda de las mismas dimensiones fabricada artesanalmente por el Pueblo de los Reyes. 
Una vez entregada la imagen, los pueblos: tanto los que entregan y reciben, y los que visitó el Señor durante varios meses. se dirigen al templo de los Santos Reyes para la celebración eucarística y la comida. 
A estas tradiciones se le ha unidos las celebraciones por medio de las tradicionales ferias y la venta de comidas tradicionales como buñuelos, tamales, algodones de azúcar y elotes.